# Willem al V-lea, Prinț de Orania
Willem al V-lea, Prinț de Orania-Nassau (Willem Batavus; n. 8 martie 1748, Haga, Comitatul Olanda, Provinciile Unite – d. 9 aprilie 1806, Braunschweig, Brunswick-Wolfenbüttel⁠(d)) a fost ultimul stadhouder al Republicii Olandeze și între 1795 și 1806 a condus guvernul Republicii Olandeze în exil la Londra. A fost succedat de fiul său Willem I.

## Biografie
S-a născut în 1748 și a fost singurul fiu al lui Willem al IV-lea, Prinț de Orania care cu un an înainte a fost restaurat ca stadhouder în Provinciile Unite. El avea numai 3 ani când tatăl său a murit în 1751, și a început o lungă regență. Regenții lui au fost:
- Anne, Prințesă Regală și Prințesă de Orania, mama lui, din 1751 până la decesul ei în 1759;
- Marie Louise de Hesse-Kassel, bunica lui, din 1759 până la decesul ei în 1765;
- Ducele Louis Ernest de Brunswick-Lüneburg, din 1759 până în 1766; a devenit consilier privat până în octombrie 1784;
- Prințesa Carolina, sora lui (care la acel moment era o adultă de 22 de ani, în timp ce el era un minor de 17 ani), din 1765 până la majoratul lui Willem în in 1766.

### Stadhouder

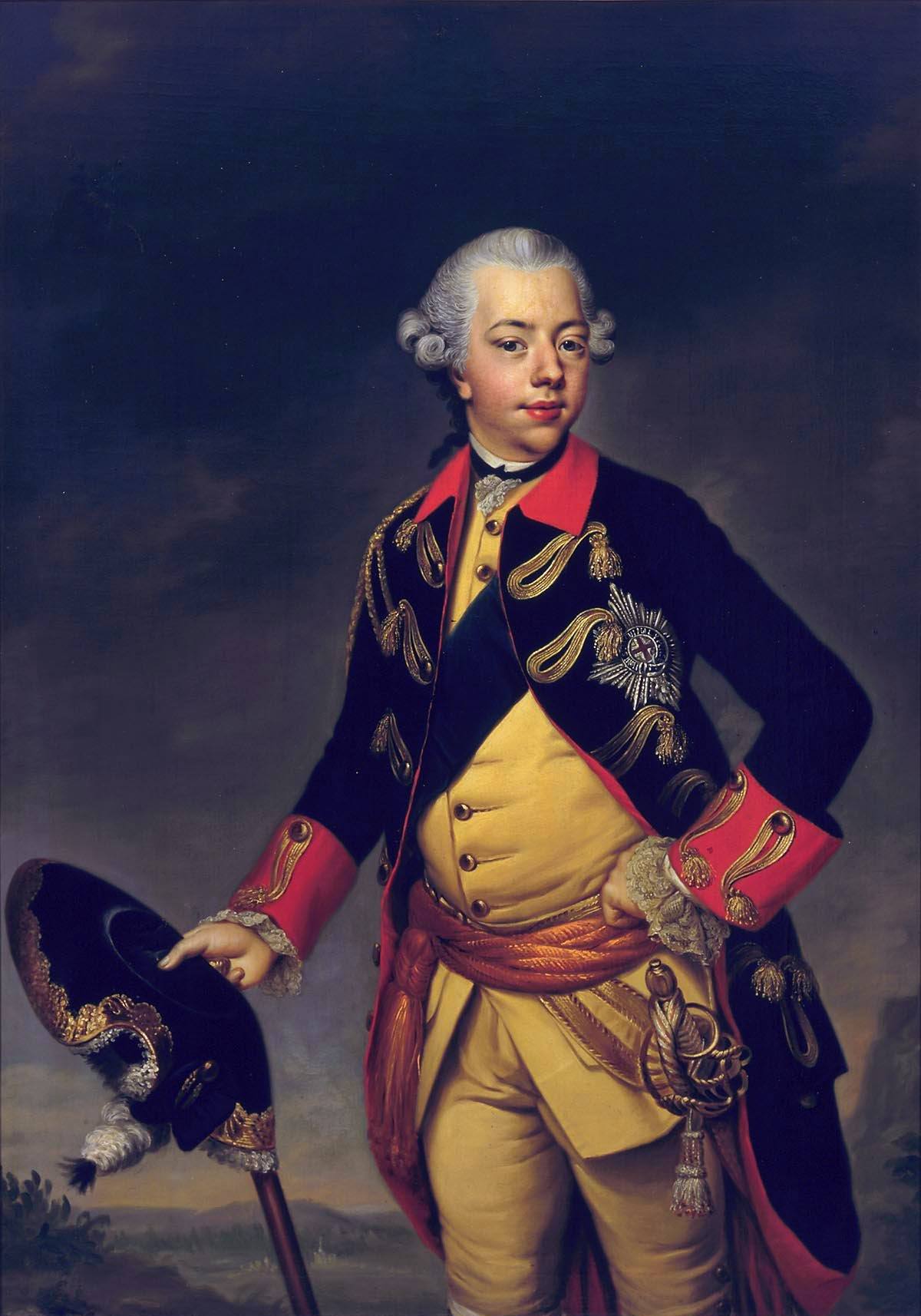
Stadhouder Willem, Prinț de Orania-Nassau

Willem al V-lea și-a asumat poziția de stadhouder (șef executiv) și general căpitan al armatei statelor olandeze în 1766. La 4 octombrie 1767, la Berlin, Prințul Willem s-a căsătorit cu Prințesa Wilhelmina a Prusiei, fiica Prințului Augustus Wilhelm al Prusiei, nepoata lui Frederic cel Mare și verișoara regelui George al III-lea al Marii Britanii.
Poziția olandezilor în timpul războiului de independență american a fost una de neutralitate. Willem al V-lea, lider al fracțiunii pro-britanice în cadrul guvernului, a blocat încercările de pro-independență, și mai târziu pro-franceze, elemente pentru a trage guvernul în război. Totuși, olandezii au încercat să adere la Liga rusă care în 1780 a intrat în al patrulea război anglo-olandez.
Provinciile Unite au recunoscut Statele Unite în februarie 1782, după multe dezbateri politice și presiune din partea diplomaților americani și francezi. După patru ani de război, olandezii au fost învinși și țara sărăcită. Fire slabă, Willem al V-lea a lăsat afacerile politice în seama ducelui de Brunswick, lucru care a provocat o opoziție vehementă a partidului patriotic. O bandă de tineri revoluționari numită "Patrioți" a provocat autoritatea lui Willem al V-lea de Orania-Nassau. În 1785 Willem a părăsit Haga și a mutat curtea la Gelderland; activarea într-un centru non-politic a fost singura măsură luată de Stadhouder. El a respectat dorința influentei sale soții Wilhelmina, lucru care nu a îmbunătățit situația.
Willem al V-lea de Orania-Nassau și soția sa au încercat să se întoarcă la Haga dar au fost opriți de "Patrioți" care lea-au sugerat să se întoarcă la Gelderland. La îndemnul Stadhouderului, cumnatul său, Frederic Wilhelm al II-lea al Prusiei, a ordonat în 1787 ca o parte din armata sa să intre în Țările de Jos pentru a învinge "Patrioții"; aceștia s-au refugiat în nordul Franței în zona Saint-Omer, unde se vorbea olandeză. Până la răsturnarea lui ei au fost sprijiniți de regele Ludovic al XVI-lea al Franței.
Anul 1795 a fost un an dezastruos pentru Provinciile Unite. Sprijiniți de armata franceză, "Patrioții" au revenit în Țările de Jos, lucru care a provocat exilul lui Willem al V-lea și a familiei sale în Anglia, unde a dat instrucțiuni administratorilor săi de a ceda teritoriile de peste mări, inclusiv Java, Malacca și Insulele Moluce Angliei, pentru a nu cădea în mâinile francezilor. El a plecat în exil împreună cu familia sa în ducatul de Brunswick.
În 1801 a primit ca despăgubiri ținuturile de mănăstiri de la Fulda și Corvey în Germania, pe care le-a lăsat moștenire fiului său în 1802. Fiul său Willem al VI-lea de Orania a revenit în Țările de Jos în 1813 și a devenit rege sub numele de Willem I al Țărilor de Jos.